# LSM-125 (中型揚陸艦)
LSM-125 (USS LSM-125) は、第二次世界大戦中にアメリカ海軍で運用された揚陸艦｡ LSM-1級中型揚陸艦の1隻。他の大多数の同型艦と同様、特定の艦名は与えられず艦番号のみで呼ばれた。
戦後はフランスと日本に移管され、フランス海軍で「L9013」、海上自衛隊で「揚陸艇3001号」として運用された。

## 艦歴

### アメリカ海軍
「LSM-125」は1944年11月4日にテキサス州ヒューストンのブラウン造船で起工。1944年11月25日に進水し、1944年12月22日に初代艇長ノーマン・C・クリーガー予備中尉の指揮の下でアメリカ海軍に就役した。
第二次世界大戦中、「LSM-125」は太平洋戦域に配備された。1945年4月28日から5月18日まで沖縄戦に参加した。終戦後、1945年9月2日から10月12日まで、そして1945年10月26日から12月8日までの期間、極東での占領任務に就いた。
「LSM-125」は1946年12月18日退役したが、朝鮮戦争に伴い1950年10月14日に再就役した。1952年10月16日から10月18日までの1952年夏季・秋季朝鮮防衛戦と1953年1月24日から2月2日までの第3次朝鮮冬季戦に参加した。
1954年1月22日に再度退役し、同日メア・アイランド海軍造船所でフランスに引き渡された。「LSM-125」は海軍艦艇名簿から除籍された。

### フランス海軍
1954年6月28日にフランス海軍で就役し、「L9013」と改名された。その後、「L9013」は第一次インドシナ戦争に参加した。
1954年7月21日のジュネーブ協定締結後、「L9013」は1956年7月16日にアメリカへ返還され、その2日後に今度は日本に供与された。

### 海上自衛隊
1957年7月18日、海上自衛隊に貸与された旧「LSM-125」は「揚陸艇3001号」（LSM-3001）と命名され、呉地方隊呉基地警防隊第一舟艇隊に配備された。
本艇は供与後も特に大掛かりな改修は受けなかったが、マスト頂部のSO対水上捜索レーダーは、後にOPS-4へ換装されている。
1959年6月1日、第一舟艇隊が横須賀地方隊へ移管。同年6月16日には横須賀地方隊直轄艦、同年10月1日には佐世保地方隊所属となる。
1971年4月1日、艦種呼称が「揚陸艇」から「輸送艇」に変更となり、艇名が「輸送艇3001号」となる。
1974年3月30日除籍。除籍後は佐世保教育隊で係留されていたが、1977年10月28日に佐世保市の富高鉄工造船所へ回航され、スクラップとして解体された。

## 栄典
「LSM-125」は第二次世界大戦及び朝鮮戦争における戦功で以下の勲章を授与された。
- アメリカ戦役勲章
- アジア・太平洋戦役勲章（英語版） … 従軍星章（英語版）1個付き
- 第二次世界大戦戦勝記念章
- 海軍占領軍務勲章（英語版） … 「アジア」略章付き
- 国土防衛従軍章
- 朝鮮軍務勲章（英語版） … 従軍星章2個付き
- 国際連合朝鮮軍務勲章（英語版）
- 朝鮮戦争従軍勲章（英語版）